# Campionato mondiale maschile di pallamano 2013
Il 23º Campionato mondiale maschile di pallamano si è svolto dall'11 al 27 gennaio 2013 in Spagna.
La Spagna ha vinto il titolo per la seconda volta, battendo in finale la Danimarca.

## Regolamento
Al campionato mondiale hanno partecipato 24 squadre di tutti i continenti. Nel turno preliminare sono state divise in 4 gruppi di 6. Le prime 4 di ogni girone si sono qualificate per la fase a eliminazione diretta. Le ultime 2 hanno partecipato invece alla President's Cup, il torneo per la classificazione dal 17º al 24º posto.

## Sedi degli incontri
| Barcellona                                                  | Madrid                                                      | Saragozza                                                   | Granollers                                  |
| ----------------------------------------------------------- | ----------------------------------------------------------- | ----------------------------------------------------------- | ------------------------------------------- |
| Palau Sant Jordi                                            | Caja Mágica                                                 | Pabellón Príncipe Felipe                                    | Palau d'Esports de Granollers               |
| Capienza: 16.500                                            | Capienza: 12.442                                            | Capienza: 11.000                                            | Capienza: 5.685                             |
|                                                             |                                                             |                                                             |                                             |
| Barcellona Granollers Madrid Siviglia Saragozza Guadalajara | Barcellona Granollers Madrid Siviglia Saragozza Guadalajara | Barcellona Granollers Madrid Siviglia Saragozza Guadalajara | Siviglia                                    |
| Barcellona Granollers Madrid Siviglia Saragozza Guadalajara | Barcellona Granollers Madrid Siviglia Saragozza Guadalajara | Barcellona Granollers Madrid Siviglia Saragozza Guadalajara | Palacio Municipal de los Deportes San Pablo |
| Barcellona Granollers Madrid Siviglia Saragozza Guadalajara | Barcellona Granollers Madrid Siviglia Saragozza Guadalajara | Barcellona Granollers Madrid Siviglia Saragozza Guadalajara | Capienza: 9.500                             |
| Barcellona Granollers Madrid Siviglia Saragozza Guadalajara | Barcellona Granollers Madrid Siviglia Saragozza Guadalajara | Barcellona Granollers Madrid Siviglia Saragozza Guadalajara |                                             |
| Barcellona Granollers Madrid Siviglia Saragozza Guadalajara | Barcellona Granollers Madrid Siviglia Saragozza Guadalajara | Barcellona Granollers Madrid Siviglia Saragozza Guadalajara | Guadalajara                                 |
| Barcellona Granollers Madrid Siviglia Saragozza Guadalajara | Barcellona Granollers Madrid Siviglia Saragozza Guadalajara | Barcellona Granollers Madrid Siviglia Saragozza Guadalajara | Palacio Multiusos de Guadalajara            |
| Barcellona Granollers Madrid Siviglia Saragozza Guadalajara | Barcellona Granollers Madrid Siviglia Saragozza Guadalajara | Barcellona Granollers Madrid Siviglia Saragozza Guadalajara | Capienza: 5.479                             |
| Barcellona Granollers Madrid Siviglia Saragozza Guadalajara | Barcellona Granollers Madrid Siviglia Saragozza Guadalajara | Barcellona Granollers Madrid Siviglia Saragozza Guadalajara |                                             |

## Squadre qualificate
| Confederazione     | Torneo di qualificazione     | Qualificata/e                                                                      |
| ------------------ | ---------------------------- | ---------------------------------------------------------------------------------- |
| AHC (Asia)         | Campionato asiatico 2012     | Corea del Sud Qatar Arabia Saudita                                                 |
| CAHB (Africa)      | Campionato africano 2012     | Tunisia Algeria Egitto                                                             |
| PATHF (Americhe)   | Campionato panamericano 2012 | Argentina Brasile Cile                                                             |
| OHF (Oceania)      | Campionato oceaniano 2012    | Australia                                                                          |
| EHF (Europa)       | Campionato europeo 2012      | Danimarca Serbia Croazia                                                           |
| EHF (Europa)       | Playoff europei              | Russia Slovenia Montenegro Ungheria Macedonia Islanda Germania Bielorussia Polonia |
| Nazione detentrice | Nazione detentrice           | Francia                                                                            |
| Nazione ospitante  | Nazione ospitante            | Spagna                                                                             |

## Sorteggio
Il sorteggio si è svolto il 19 luglio 2012 a Madrid, in Spagna.
| Urna 1                                  | Urna 2                                      | Urna 3                                     | Urna 4                                      | Urna 5                                       | Urna 6                                        |
| --------------------------------------- | ------------------------------------------- | ------------------------------------------ | ------------------------------------------- | -------------------------------------------- | --------------------------------------------- |
| - Francia - Danimarca - Spagna - Serbia | - Croazia - Macedonia - Slovenia - Germania | - Ungheria - Polonia - Islanda - Argentina | - Corea del Sud - Tunisia - Algeria - Qatar | - Montenegro - Russia - Bielorussia - Egitto | - Brasile - Cile - Arabia Saudita - Australia |

## Turno preliminare

### Gruppo A
| Pos. | Squadra    | Pt | G | V | N | P | GF  | GS  | DR  |
| ---- | ---------- | -- | - | - | - | - | --- | --- | --- |
| 1.   | Germania   | 8  | 5 | 4 | 0 | 1 | 148 | 126 | +22 |
| 2.   | Francia    | 8  | 5 | 4 | 0 | 1 | 154 | 124 | +30 |
| 3.   | Brasile    | 6  | 5 | 3 | 0 | 2 | 122 | 127 | -5  |
| 4.   | Tunisia    | 6  | 5 | 3 | 0 | 2 | 123 | 123 | 0   |
| 5.   | Argentina  | 2  | 5 | 1 | 0 | 4 | 116 | 138 | -22 |
| 6.   | Montenegro | 0  | 5 | 0 | 0 | 5 | 117 | 142 | -25 |

| Arbitri: | Matija Gubica Boris Milošević |

|            |           |                 |
| Weinhold 7 | Marcatori | 4 tre giocatori |

| Arbitri: | Omar Al-Marzouqi Mohammad Al-Nuaimi |

|           |           |             |
| Simonet 7 | Marcatori | 6 Roganović |

| Arbitri: | Óscar Raluy Ángel Sabroso |

|                    |           |           |
| Fernandez, Abalo 6 | Marcatori | 7 Bannour |

| Arbitri: | Óscar Raluy Ángel Sabroso |

|           |           |                      |
| Pacheco 8 | Marcatori | 5 Fernández, Simonet |

| Arbitri: | Hlynur Leifsson Anton Pálsson |

|           |           |                  |
| Jallouz 8 | Marcatori | 7 Christophersen |

| Arbitri: | Matija Gubica Boris Milošević |

|              |           |             |
| Ševaljević 5 | Marcatori | 6 Fernandez |

| Arbitri: | Ignacio García Andreu Marin |

|                    |           |         |
| Toumi, Ben-Salah 5 | Marcatori | 6 Melić |

| Arbitri: | Bogdan Stark Romeo Ştefan |

|           |           |           |
| Wiencek 5 | Marcatori | 9 Simonet |

| Arbitri: | Óscar Raluy Ángel Sabroso |

|          |           |          |
| Guigou 6 | Marcatori | 4 Pozzer |

| Arbitri: | Matija Gubica Boris Milošević |

|           |           |           |
| Candido 5 | Marcatori | 6 Alouini |

| Arbitri: | Michal Baďura Jaroslav Ondogrecula |

|                     |           |         |
| Theuerkauf, Klein 4 | Marcatori | 7 Melić |

| Arbitri: | Ignacio García Andreu Marin |

|           |           |            |
| Simonet 8 | Marcatori | 7 Honrubia |

| Arbitri: | Óscar Raluy Ángel Sabroso |

|           |           |             |
| Simonet 4 | Marcatori | 5 Ben Salah |

| Arbitri: | Ignacio García Andreu Marín |

|             |           |            |
| Karabatić 8 | Marcatori | 6 Groetzki |

| Arbitri: | Omar Al-Marzouqi Mohammad Al-Nuaimi |

|            |           |           |
| Rakčević 7 | Marcatori | 7 Ribeiro |

### Gruppo B
| Pos. | Squadra   | Pt | G | V | N | P | GF  | GS  | DR  |
| ---- | --------- | -- | - | - | - | - | --- | --- | --- |
| 1.   | Danimarca | 10 | 5 | 5 | 0 | 0 | 184 | 136 | +48 |
| 2.   | Russia    | 7  | 5 | 3 | 1 | 1 | 151 | 131 | +20 |
| 3.   | Islanda   | 6  | 5 | 3 | 0 | 2 | 153 | 136 | +17 |
| 4.   | Macedonia | 5  | 5 | 2 | 1 | 2 | 142 | 143 | -1  |
| 5.   | Qatar     | 2  | 5 | 1 | 0 | 4 | 139 | 166 | -27 |
| 6.   | Cile      | 0  | 5 | 0 | 0 | 5 | 121 | 178 | -57 |

| Arbitri: | Yalatima Coulibaly Mamadou Diabaté |

|              |           |              |
| K. Lazarov 8 | Marcatori | 8 R. Salinas |

| Arbitri: | Václav Horáček Jiří Novotný |

|              |           |          |
| Sigurðsson 7 | Marcatori | 6 Gorbok |

| Arbitri: | Nenad Nikolić Dušan Stojković |

|                    |           |                      |
| Eggert, Lindberg 8 | Marcatori | 4 Abdelhak, Al-Rayes |

| Arbitri: | Nenad Nikolić Dušan Stojković |

|              |           |              |
| Feuchtmann 6 | Marcatori | 7 Gunnarsson |

| Arbitri: | Ivan Caçador Eurico Nicolau |

|                     |           |              |
| Boumendjel, Osman 5 | Marcatori | 9 K. Lazarov |

| Arbitri: | Nenad Krstič Peter Ljubič |

|           |           |             |
| Dibirov 7 | Marcatori | 6 Markussen |

| Arbitri: | Nenad Nikolić Dušan Stojković |

|         |           |           |
| Sinen 5 | Marcatori | 6 Dibirov |

| Arbitri: | Václav Horáček Jiří Novotný |

|            |           |              |
| Manaskov 5 | Marcatori | 9 Sigurðsson |

| Arbitri: | Ivan Caçador Eurico Nicolau |

|          |           |            |
| Eggert 9 | Marcatori | 10 Salinas |

| Arbitri: | Ivan Caçador Eurico Nicolau |

|               |           |           |
| K. Lazarov 10 | Marcatori | 8 Dibirov |

| Arbitri: | Yalatima Coulibaly Mamadou Diabaté |

|           |           |             |
| Salinas 7 | Marcatori | 8 Ben Aziza |

| Arbitri: | Nenad Nikolić Dušan Stojković |

|                |           |                 |
| Kristjánsson 8 | Marcatori | 7 tre giocatori |

| Arbitri: | Ivan Caçador Eurico Nicolau |

|            |           |              |
| Dibirov 11 | Marcatori | 9 Feuchtmann |

| Arbitri: | Václav Horáček Jiří Novotný |

|               |           |         |
| Sigurðsson 10 | Marcatori | 8 Sinen |

| Arbitri: | Yalatima Coulibaly Mamadou Diabaté |

|          |           |                          |
| Hansen 5 | Marcatori | 5 K. Lazarov, F. Lazarov |

### Gruppo C
| Pos. | Squadra        | Pt | G | V | N | P | GF  | GS  | DR  |
| ---- | -------------- | -- | - | - | - | - | --- | --- | --- |
| 1.   | Slovenia       | 10 | 5 | 5 | 0 | 0 | 151 | 130 | +21 |
| 2.   | Polonia        | 8  | 5 | 4 | 0 | 1 | 134 | 110 | +24 |
| 3.   | Serbia         | 6  | 5 | 3 | 0 | 2 | 150 | 128 | +22 |
| 4.   | Bielorussia    | 4  | 5 | 2 | 0 | 3 | 135 | 120 | +15 |
| 5.   | Arabia Saudita | 2  | 5 | 1 | 0 | 4 | 95  | 145 | -50 |
| 6.   | Corea del Sud  | 0  | 5 | 0 | 0 | 5 | 116 | 148 | -32 |

| Arbitri: | Michal Baďura Jaroslav Ondogrecula |

|           |           |               |
| M. Ilić 7 | Marcatori | 6 Eom Hyo-Won |

| Arbitri: | Hlynur Leifsson Anton Pálsson |

|          |           |                             |
| Marguč 6 | Marcatori | 5 H. Al-Obaidi, Al-Abdulali |

| Arbitri: | Bogdan Stark Romeo Ştefan |

|            |           |              |
| Lijewski 7 | Marcatori | 9 S. Rutenka |

| Arbitri: | Bogdan Stark Romeo Ştefan |

|                              |           |          |
| Jeong Yi-Kyeong, Kim Se-Ho 6 | Marcatori | 11 Gajić |

| Arbitri: | Hlynur Leifsson Anton Pálsson |

|               |           |               |
| S. Rutenka 11 | Marcatori | 5 3 giocatori |

| Arbitri: | Mansour Al-Suwaidi Saleh Bamutref |

|                  |           |                         |
| Mahdi Al-Salem 4 | Marcatori | 5 Bartczak, Orzechowski |

| Arbitri: | Saleh Bamutref Mansour Al-Suwaidi |

|               |           |               |
| Eom Hyo-Won 7 | Marcatori | 10 S. Rutenka |

| Arbitri: | Omar Al-Marzouqi Mohammad Al-Nuaimi |

|           |           |               |
| M. Ilić 8 | Marcatori | 8 Al-Abdulali |

| Arbitri: | Michal Baďura Jaroslav Ondogrecula |

|             |           |                          |
| Mačkovšek 8 | Marcatori | 5 M. Jurecki, B. Jurecki |

| Arbitri: | Bogdan Stark Romeo Ştefan |

|         |           |              |
| Gajić 8 | Marcatori | 9 S. Rutenka |

| Arbitri: | Matija Gubica Boris Milošević |

|                  |           |               |
| Mahdi Al-Salem 5 | Marcatori | 6 Eom Hyo-Won |

| Arbitri: | Lars Geipel Marcus Helbig |

|              |           |           |
| B. Jurecki 9 | Marcatori | 9 M. Ilić |

| Arbitri: | Lars Geipel Marcus Helbig |

|            |           |              |
| Shylovic 6 | Marcatori | 3 Al-Enbaawi |

| Arbitri: | Jesus Menezes Rogério Pinto |

|            |           |                |
| Jurecki 10 | Marcatori | 9 Yoon Ci-Yoel |

| Arbitri: | Hlynur Leifsson Anton Pálsson |

|         |           |         |
| Vujin 7 | Marcatori | 7 Gajić |

### Gruppo D
| Pos. | Squadra   | Pt | G | V | N | P | GF  | GS  | DR   |
| ---- | --------- | -- | - | - | - | - | --- | --- | ---- |
| 1.   | Croazia   | 10 | 5 | 5 | 0 | 0 | 148 | 99  | +49  |
| 2.   | Spagna    | 8  | 5 | 4 | 0 | 1 | 160 | 98  | +62  |
| 3.   | Ungheria  | 6  | 5 | 3 | 0 | 2 | 147 | 120 | +27  |
| 4.   | Egitto    | 3  | 5 | 1 | 1 | 3 | 130 | 126 | +7   |
| 5.   | Algeria   | 3  | 5 | 1 | 1 | 3 | 123 | 126 | -3   |
| 6.   | Australia | 0  | 5 | 0 | 0 | 5 | 66  | 208 | -142 |

| Arbitri: | Lars Geipel Marcus Helbig |

|         |           |           |
| Tomás 8 | Marcatori | 4 Mokrani |

| Arbitri: | Jesus Menezes Rogério Pinto |

|          |           |            |
| Horvat 8 | Marcatori | 5 Fletcher |

| Arbitri: | Gjorgje Načevski Slavko Nikolov |

|           |           |           |
| Császár 8 | Marcatori | 5 Mostafa |

| Arbitri: | Michal Baďura Jaroslav Ondogrecula |

|         |           |         |
| Daoud 6 | Marcatori | 8 Čupić |

| Arbitri: | Nenad Krstič Peter Ljubič |

|           |           |          |
| Mostafa 5 | Marcatori | 6 Rivera |

| Arbitri: | Lars Geipel Marcus Helbig |

|            |           |           |
| Fletcher 6 | Marcatori | 8 Császár |

| Arbitri: | Yalatima Coulibaly Mamadou Diabaté |

|                 |           |             |
| tre giocatori 5 | Marcatori | 9 Mostafa 9 |

| Arbitri: | Jesus Menezes Rogério Pinto |

|         |           |           |
| Rocas 9 | Marcatori | 4 Mouncey |

| Arbitri: | Lars Geipel Marcus Helbig |

|         |           |            |
| Čupić 8 | Marcatori | 5 Szöllősi |

| Arbitri: | Mansour Al-Suwaidi Saleh Bamutref |

|           |           |            |
| Calvert 6 | Marcatori | 6 Chehbour |

| Arbitri: | Nenad Krstič Peter Ljubič |

|           |           |                    |
| L. Nagy 6 | Marcatori | 6 Tomás, Sarmiento |

| Arbitri: | Gjorgje Načevski Slavko Nikolov |

|               |           |           |
| 3 giocatori 4 | Marcatori | 8 Mostafa |

| Arbitri: | Nenad Krstič Peter Ljubič |

|          |           |          |
| Hisham 7 | Marcatori | 5 Hedges |

| Arbitri: | Václav Horáček Jiří Novotný |

|           |           |         |
| Maqueda 7 | Marcatori | 8 Čupić |

| Arbitri: | Gjorgje Načevski Slavko Nikolov |

|                 |           |           |
| tre giocatori 5 | Marcatori | 7 Berkous |

## President's Cup

### 17º-20º posto
|  | Semifinali 17º-20º posto | Semifinali 17º-20º posto | Semifinali 17º-20º posto |         |           | Finale 17º-18º posto | Finale 17º-18º posto | Finale 17º-18º posto |  |
|  |                          |                          |                          |         |           |                      |                      |                      |  |
|  | Argentina                | Argentina                | 30                       |         |           |                      |                      |                      |  |
|  | Argentina                | Argentina                | 30                       |         |           |                      |                      |                      |  |
|  | Qatar                    | Qatar                    | 26                       |         |           |                      |                      |                      |  |
|  | Qatar                    | Qatar                    | 26                       |         | Argentina | Argentina            | 23                   |                      |  |
|  |                          |                          |                          |         | Argentina | Argentina            | 23                   |                      |  |
|  |                          |                          | Algeria                  | Algeria | 29        |                      |                      |                      |  |
|  | Arabia Saudita           | Arabia Saudita           | Algeria                  | Algeria | 29        | 24                   |                      |                      |  |
|  | Arabia Saudita           | Arabia Saudita           |                          |         |           | 24                   |                      |                      |  |
|  | Algeria                  | Algeria                  | 28                       |         |           | Finale 19º-20º posto | Finale 19º-20º posto | Finale 19º-20º posto |  |
|  | Algeria                  | Algeria                  | 28                       |         |           |                      |                      |                      |  |
|  |                          |                          |                          |         |           |                      |                      |                      |  |
|  |                          |                          |                          |         |           | Qatar                | Qatar                | 30                   |  |
|  |                          |                          |                          |         |           | Qatar                | Qatar                | 30                   |  |
|  |                          |                          |                          |         |           | Arabia Saudita       | Arabia Saudita       | 33                   |  |

#### Semifinali
| Arbitri: | Bogdan Stark Romeo Ştefan |

|                 |           |          |
| tre giocatori 5 | Marcatori | 6 Madadi |

| Arbitri: | Jesus Menezes Rogério Pinto |

|            |           |            |
| Al-Salem 7 | Marcatori | 7 Chehbour |

#### Finale 19º/20º posto
| Arbitri: | Yalatima Coulibaly Mamadou Diabaté |

|           |           |                |
| Mabrouk 8 | Marcatori | 7 S. Al-Obaidi |

#### Finale 17º/18º posto
| Arbitri: | Omar Al-Marzouqi Mohammad Al-Nuaimi |

|                    |           |            |
| Pizarro, Simonet 5 | Marcatori | 7 Chehbour |

### 21º-24º posto
|  | Semifinali 21º-24º posto | Semifinali 21º-24º posto | Semifinali 21º-24º posto |               |            | Finale 21º-22º posto | Finale 21º-22º posto | Finale 21º-22º posto |  |
|  |                          |                          |                          |               |            |                      |                      |                      |  |
|  | Montenegro               | Montenegro               | 35                       |               |            |                      |                      |                      |  |
|  | Montenegro               | Montenegro               | 35                       |               |            |                      |                      |                      |  |
|  | Cile                     | Cile                     | 31                       |               |            |                      |                      |                      |  |
|  | Cile                     | Cile                     | 31                       |               | Montenegro | Montenegro           | 27                   |                      |  |
|  |                          |                          |                          |               | Montenegro | Montenegro           | 27                   |                      |  |
|  |                          |                          | Corea del Sud            | Corea del Sud | 30         |                      |                      |                      |  |
|  | Corea del Sud            | Corea del Sud            | Corea del Sud            | Corea del Sud | 30         | 36                   |                      |                      |  |
|  | Corea del Sud            | Corea del Sud            |                          |               |            | 36                   |                      |                      |  |
|  | Australia                | Australia                | 14                       |               |            | Finale 23º-24º posto | Finale 23º-24º posto | Finale 23º-24º posto |  |
|  | Australia                | Australia                | 14                       |               |            |                      |                      |                      |  |
|  |                          |                          |                          |               |            |                      |                      |                      |  |
|  |                          |                          |                          |               |            | Cile                 | Cile                 | 32                   |  |
|  |                          |                          |                          |               |            | Cile                 | Cile                 | 32                   |  |
|  |                          |                          |                          |               |            | Australia            | Australia            | 23                   |  |

#### Semifinali
| Arbitri: | Omar Al-Marzouqi Mohammad Al-Nuaimi |

|             |           |              |
| Roganović 9 | Marcatori | 8 Feuchtmann |

| Arbitri: | Saleh Bamutref Mansour Al-Suwaidi |

|              |           |         |
| Lee Eun-Ho 7 | Marcatori | 4 Kelly |

#### Finale 23º/24º posto
| Arbitri: | Jesus Menezes Rogério Pinto |

|                        |           |           |
| Feuchtmann, Martínez 6 | Marcatori | 8 Calvert |

#### Finale 21º/22º posto
| Arbitri: | Mansour Al-Suwaidi Saleh Bamutref |

|               |           |                   |
| Ševaljević 11 | Marcatori | 8 Jeong Yi-Kyeong |

## Fase a eliminazione diretta
|  | Ottavi di finale | Ottavi di finale |                 |    | Quarti di finale          | Quarti di finale          |                 |                 | Semifinali | Semifinali |  |  | Finale | Finale |
|  |                  |                  |                 |    |                           |                           |                 |                 |            |            |  |  |        |        |
|  | 20 gennaio 2013  |                  |                 |    |                           |                           |                 |                 |            |            |  |  |        |        |
|  |                  |                  |                 |    |                           |                           |                 |                 |            |            |  |  |        |        |
|  | Danimarca        | 30               |                 |    |                           |                           |                 |                 |            |            |  |  |        |        |
|  | Danimarca        | 30               | 23 gennaio 2013 |    |                           |                           |                 |                 |            |            |  |  |        |        |
|  | Tunisia          | 23               |                 |    |                           |                           |                 |                 |            |            |  |  |        |        |
|  | Tunisia          | 23               | Danimarca       | 28 |                           |                           |                 |                 |            |            |  |  |        |        |
|  | 21 gennaio 2013  |                  | Danimarca       | 28 |                           |                           |                 |                 |            |            |  |  |        |        |
|  |                  | Ungheria         | 26              |    |                           |                           |                 |                 |            |            |  |  |        |        |
|  | Ungheria         | Ungheria         | 26              | 27 |                           |                           |                 |                 |            |            |  |  |        |        |
|  | Ungheria         |                  | 25 gennaio 2013 | 27 |                           |                           |                 |                 |            |            |  |  |        |        |
|  | Polonia          | 19               |                 |    |                           |                           |                 |                 |            |            |  |  |        |        |
|  | Polonia          | 19               | Danimarca       | 30 |                           |                           |                 |                 |            |            |  |  |        |        |
|  | 20 gennaio 2013  |                  | Danimarca       | 30 |                           |                           |                 |                 |            |            |  |  |        |        |
|  |                  | Croazia          | 24              |    |                           |                           |                 |                 |            |            |  |  |        |        |
|  | Islanda          | Croazia          | 24              | 28 |                           |                           |                 |                 |            |            |  |  |        |        |
|  | Islanda          | 23 gennaio 2013  |                 | 28 |                           |                           |                 |                 |            |            |  |  |        |        |
|  | Francia          | 30               |                 |    |                           |                           |                 |                 |            |            |  |  |        |        |
|  | Francia          | 30               | Francia         | 23 |                           |                           |                 |                 |            |            |  |  |        |        |
|  | 21 gennaio 2013  |                  | Francia         | 23 |                           |                           |                 |                 |            |            |  |  |        |        |
|  |                  | Croazia          | 30              |    |                           |                           |                 |                 |            |            |  |  |        |        |
|  | Croazia          | Croazia          | 30              | 33 |                           |                           |                 |                 |            |            |  |  |        |        |
|  | Croazia          |                  | 26 gennaio 2013 | 33 |                           |                           |                 |                 |            |            |  |  |        |        |
|  | Bielorussia      | 24               |                 |    |                           |                           |                 |                 |            |            |  |  |        |        |
|  | Bielorussia      | 24               | Danimarca       | 19 |                           |                           |                 |                 |            |            |  |  |        |        |
|  | 20 gennaio 2013  |                  | Danimarca       | 19 |                           |                           |                 |                 |            |            |  |  |        |        |
|  |                  | Spagna           | 35              |    |                           |                           |                 |                 |            |            |  |  |        |        |
|  | Germania         | Spagna           | 35              | 28 |                           |                           |                 |                 |            |            |  |  |        |        |
|  | Germania         | 23 gennaio 2013  |                 | 28 |                           |                           |                 |                 |            |            |  |  |        |        |
|  | Macedonia        | 23               |                 |    |                           |                           |                 |                 |            |            |  |  |        |        |
|  | Macedonia        | 23               | Germania        | 24 |                           |                           |                 |                 |            |            |  |  |        |        |
|  | 21 gennaio 2013  |                  | Germania        | 24 |                           |                           |                 |                 |            |            |  |  |        |        |
|  |                  | Spagna           | 28              |    |                           |                           |                 |                 |            |            |  |  |        |        |
|  | Serbia           | Spagna           | 28              | 20 |                           |                           |                 |                 |            |            |  |  |        |        |
|  | Serbia           |                  | 25 gennaio 2013 | 20 |                           |                           |                 |                 |            |            |  |  |        |        |
|  | Spagna           | 31               |                 |    |                           |                           |                 |                 |            |            |  |  |        |        |
|  | Spagna           | 31               | Spagna          | 26 |                           |                           |                 |                 |            |            |  |  |        |        |
|  | 20 gennaio 2013  |                  | Spagna          | 26 |                           |                           |                 |                 |            |            |  |  |        |        |
|  |                  | Slovenia         | 22              |    | Finale per il terzo posto | Finale per il terzo posto |                 |                 |            |            |  |  |        |        |
|  | Brasile          | Slovenia         | 22              | 26 | Finale per il terzo posto | Finale per il terzo posto |                 |                 |            |            |  |  |        |        |
|  | Brasile          | 23 gennaio 2013  | 23 gennaio 2013 | 26 |                           |                           | 27 gennaio 2013 | 27 gennaio 2013 |            |            |  |  |        |        |
|  | Russia           | 23 gennaio 2013  | 23 gennaio 2013 | 27 |                           |                           | 27 gennaio 2013 | 27 gennaio 2013 |            |            |  |  |        |        |
|  | Russia           | Russia           | 27              | 27 | Croazia                   | 31                        |                 |                 |            |            |  |  |        |        |
|  | 21 gennaio 2013  | Russia           | 27              |    | Croazia                   | 31                        |                 |                 |            |            |  |  |        |        |
|  |                  | Slovenia         | 28              |    | Slovenia                  | 26                        |                 |                 |            |            |  |  |        |        |
|  | Slovenia         | Slovenia         | 28              | 31 | Slovenia                  | 26                        |                 |                 |            |            |  |  |        |        |
|  | Slovenia         |                  |                 | 31 |                           |                           |                 |                 |            |            |  |  |        |        |
|  | Egitto           | 26               |                 |    |                           |                           |                 |                 |            |            |  |  |        |        |
|  | Egitto           | 26               |                 |    |                           |                           |                 |                 |            |            |  |  |        |        |

### Ottavi di finale
| Arbitri: | Nenad Krstič Peter Ljubič |

|         |           |              |
| Kneer 5 | Marcatori | 8 K. Lazarov |

| Arbitri: | Hlynur Leifsson Anton Pálsson |

|                     |           |           |
| Teixeira, Ribeiro 6 | Marcatori | 11 Gorbok |

| Arbitri: | Gjorgje Načevski Slavko Nikolov |

|            |           |            |
| Ólafsson 7 | Marcatori | 7 Honrubia |

| Arbitri: | Matija Gubica Boris Milošević |

|             |           |             |
| Markussen 6 | Marcatori | 5 Boughanmi |

| Arbitri: | Michal Baďura Jaroslav Ondogrecula |

|           |           |            |
| Dolenec 6 | Marcatori | 10 Mostafa |

| Arbitri: | Václav Horáček Jiří Novotný |

|           |           |         |
| Nenadić 4 | Marcatori | 7 Rocas |

| Arbitri: | Lars Geipel Marcus Helbig |

|            |           |           |
| Iváncsik 6 | Marcatori | 5 Jurecki |

| Arbitri: | Ivan Caçador Eurico Nicolau |

|             |           |                     |
| Stepančić 6 | Marcatori | 4 quattro giocatori |

### Quarti di finale
| Arbitri: | Lars Geipel Marcus Helbig |

|                      |           |                  |
| Dibirov, Šel'menko 6 | Marcatori | 5 Žvižej, Zorman |

| Arbitri: | Matija Gubica Boris Milošević |

|                      |           |                  |
| Aguinagalde, Tomás 7 | Marcatori | 6 Christophersen |

| Arbitri: | Nenad Krstič Peter Ljubič |

|             |           |        |
| Lindberg 10 | Marcatori | 8 Nagy |

| Arbitri: | Óscar Raluy Ángel Sabroso |

|             |           |           |
| Sorhaindo 5 | Marcatori | 9 Duvnjak |

### Semifinali
| Arbitri: | Hlynur Leifsson Anton Pálsson |

|            |           |          |
| Cañellas 5 | Marcatori | 7 Marguč |

| Arbitri: | Václav Horáček Jiří Novotný |

|          |           |           |
| Eggert 9 | Marcatori | 6 Bičanić |

### Finale 3º/4º posto
| Arbitri: | Gjorgje Načevski Slavko Nikolov |

|             |           |                  |
| Kavtičnik 4 | Marcatori | 8 Duvnjak, Čupić |

### Finale
| Arbitri: | Nenad Krstič Peter Ljubič |

|            |           |                          |
| Cañellas 7 | Marcatori | 4 Søndergaard, Møllgaard |

## Classifica finale
| Pos.    | Nazione        |
| ------- | -------------- |
| Oro     | Spagna         |
| Argento | Danimarca      |
| Bronzo  | Croazia        |
| 4       | Slovenia       |
| 5       | Germania       |
| 6       | Francia        |
| 7       | Russia         |
| 8       | Ungheria       |
| 9       | Polonia        |
| 10      | Serbia         |
| 11      | Tunisia        |
| 12      | Islanda        |
| 13      | Brasile        |
| 14      | Macedonia      |
| 15      | Bielorussia    |
| 16      | Egitto         |
| 17      | Algeria        |
| 18      | Argentina      |
| 19      | Arabia Saudita |
| 20      | Qatar          |
| 21      | Corea del Sud  |
| 22      | Montenegro     |
| 23      | Cile           |
| 24      | Australia      |

## Premi
- Miglior giocatore del torneo:  Mikkel Hansen
- Squadra All-Star del torneo:
  - Portiere:  Niklas Landin Jacobsen
  - Ala sinistra:  Timur Dibirov
  - Terzino sinistro:  Alberto Entrerríos
  - Regista:  Domagoj Duvnjak
  - Pivot:  Julen Aguinagalde
  - Terzino destro:  László Nagy
  - Ala destra:  Hans Lindberg